# Jamario Moon
Jamario Raman Moon (Goodwater, 13 giugno 1980) è un ex cestista statunitense.
Alto 203 centimetri, ricopre il ruolo di ala piccola. Ha un record di punti in carriera di 17 (contro i Philadelphia 76ers) e 13 rimbalzi (contro i Washington Wizards).

## Carriera

### Dalla high school all'università
La storia di Jamario ha inizio nel 1999, quando era considerato uno dei migliori liceali in circolazione dell'Alabama. Ha giocato nella Mount Zion Christian Academy della Carolina del Nord. Tuttavia dopo il liceo non ottenne alcuna borsa di studio per il college, e quindi optò per il Meridian Community College (per problemi accademici aveva fallito l'ingresso a Mississippi State), con l'idea poi di dichiararsi eleggibile per il draft NBA alla prima occasione.
Nel suo unico anno universitario, Jamario segna oltre 20 punti e quasi 9 rimbalzi a sera. Tuttavia dopo un solo anno, nel giugno 2001, lascia il college (probabilmente perché aveva bisogno di soldi per mantenere la sua famiglia), e si dichiara per il Draft, dove però nessuna squadra lo sceglie.

### Nelle serie minori
Ha dunque inizio il suo lungo vagabondaggio: scartato dopo la Summer League, si ritrova libero ed è costretto a strappare ingaggi in leghe minori. Nel suo vagabandare per tutto il mondo ha giocato in tutte le leghe minori americane come la CBA (con gli Albany Patroons) e la USBL (con i Gary Steelheads), ma anche ABA 2000 e WBA.
Ha anche giocato in campionati come quello messicano (con i Fuerza Regia Monterrey). In totale sono quasi 15 le squadre che ha girato in soli 7-8 anni, se contiamo anche una permanenza da oltre 200 partite, nel 2004, negli Harlem Globetrotters (è diventato famoso per aver schiacciato saltando un arbitro). È perfino stato più volte rifiutato dalla Legadue italiana.
L'anno fondamentale per la sua carriera è il 2005, quello dopo le acrobazie con i Globetrotters: Moon cambiò agente, affidandosi a Joel Bell, che gli trovò un posto negli Albany Patroons della CBA, allenati da Micheal Ray Richardson, ex star NBA. Qui Richardson compie un grande lavoro psicologico e tecnico, convincendo Jamario a lasciare perdere le sue acrobatiche schiacciate ed i suoi numeri ad effetto, buoni per il pubblico ma non per gli scout NBA, convincendolo a diventare un grande stopper difensivo alla Bruce Bowen, dove può sfruttare le sue doti fisiche (le sue lunghe braccia oltre che la sua aggressività). Dopo una stagione da quasi 19 punti e quasi 8 rimbalzi con premio di difensore dell'anno negli Albany Patroons nella CBA, arriva la chiamata dei Raptors.

### L'inizio della risalita
Nel 2007 ha firmato con i Toronto Raptors dopo aver impressionato coach Sam Mitchell in un camp di tre giorni organizzato dal club (hanno dovuto scegliere alla fine tra lui e Luke Jackson, una delle prime scelte al Draft 2005 e attualmente in Italia, ritenendoli entrambi allo stesso non eccelso livello).
Si racconta infatti che coach Mitchell (allenatore dei Raptors) non conoscesse neppure di nome Jamario, e che egli si ritrovò al camp soltanto perché un dirigente dei Raptors, peraltro in procinto di abbandonare la squadra, avesse lasciato sulla scrivania un biglietto con su scritto "Jamario Moon: giocatore interessante; chiamare camp".

### Il "Jamario Moon Effect"
Jamario Moon è apparso per la prima volta al grande pubblico proprio in occasione dell'NBA Europe Tour a Roma (per la verità non giocando troppo bene: contro la Lottomatica Roma, per esempio, non è sceso in campo, come contro il Real Madrid).
Jamario esordisce nella NBA nel novembre 2007 contro i Chicago Bulls in quintetto titolare; (si dice che quella sera Mitchell comunicò a Moon solo mezz’ora prima della partita che sarebbe stato titolare in quanto era l'unico Raptors in grado di marcare Luol Deng, che annullò con la sua difesa) e segna 12 punti, con sei rimbalzi in soli 23 minuti di impiego.
Da quel momento partì stabilmente in quintetto, stabilendo anche il record del club della striscia più lunga di stoppate date agli avversari (12 partite consecutive con almeno una stoppata a partita). Jamario, chiamato anche "Apollo 33", ha giocato la maggior parte delle partite da titolare con ottime cifre, guadagnandosi la convocazione, malgrado i 28 anni, al Rookie Challenge durante l'All Star Weekend 2008 a New Orleans, oltre che la partecipazione alla famosa gara delle schiacciate.

### Le trade del 2009
Il 13 febbraio 2009 passa insieme a Jermaine O'Neal ai Miami Heat. L'avventura in Florida dura però solo fino alla fine della stagione: infatti Moon, restricted free agent, si vede offrire un contratto dai Cleveland Cavaliers che gli Heat decidono di non pareggiare, potendo così passare alla franchigia dell'Ohio.

### Ai Clippers
Il 24 febbraio 2011 passa ai Los Angeles Clippers assieme al compagno Mo Williams in cambio di Baron Davis e di una futura prima scelta al draft.

## Statistiche

### NBA

#### Regular Season
| Anno      | Squadra             | PG  | PT  | MP   | TC%  | 3P%  | TL%  | RP  | AP  | PRP | SP  | PP  |
| --------- | ------------------- | --- | --- | ---- | ---- | ---- | ---- | --- | --- | --- | --- | --- |
| 2007-2008 | Toronto Raptors     | 78  | 75  | 27,8 | 48,5 | 32,8 | 74,1 | 6,2 | 1,2 | 1,0 | 1,4 | 8,5 |
| 2008-2009 | Toronto Raptors     | 54  | 39  | 25,5 | 47,3 | 34,5 | 84,6 | 4,6 | 1,3 | 1,2 | 0,8 | 7,3 |
| 2008-2009 | Miami Heat          | 26  | 21  | 26,5 | 45,9 | 37,0 | 86,7 | 4,5 | 1,0 | 0,8 | 0,6 | 7,1 |
| 2009-2010 | Cleveland Cavaliers | 61  | 2   | 17,2 | 46,2 | 32,0 | 80,0 | 3,1 | 0,8 | 0,6 | 0,5 | 4,9 |
| 2010-2011 | Cleveland Cavaliers | 40  | 13  | 19,1 | 40,2 | 28,4 | 90,9 | 3,0 | 1,1 | 0,6 | 0,7 | 4,7 |
| 2010-2011 | L.A. Clippers       | 19  | 7   | 14,6 | 42,4 | 39,3 | 83,3 | 2,5 | 0,4 | 0,2 | 0,3 | 3,5 |
| 2011-2012 | Charlotte Bobcats   | 8   | 0   | 15,4 | 29,2 | 20,0 | 100  | 2,8 | 0,6 | 0,1 | 0,6 | 2,3 |
| Carriera  | Carriera            | 286 | 157 | 22,6 | 46,1 | 32,9 | 80,3 | 4,3 | 1,0 | 0,8 | 0,8 | 6,3 |

#### Playoffs
| Anno     | Squadra             | PG | PT | MP   | TC%  | 3P%  | TL%  | RP  | AP  | PRP | SP  | PP  |
| -------- | ------------------- | -- | -- | ---- | ---- | ---- | ---- | --- | --- | --- | --- | --- |
| 2008     | Toronto Raptors     | 5  | 3  | 20,8 | 37,9 | 36,4 | 100  | 4,8 | 0,8 | 1,2 | 0,6 | 5,4 |
| 2009     | Miami Heat          | 3  | 0  | 13,3 | 100  | 100  | 0,0  | 3,0 | 0,3 | 0,3 | 0,3 | 4,0 |
| 2010     | Cleveland Cavaliers | 11 | 0  | 10,3 | 58,3 | 50,0 | 66,7 | 1,5 | 0,5 | 0,4 | 0,5 | 3,5 |
| Carriera | Carriera            | 19 | 3  | 13,5 | 51,7 | 48,3 | 50,0 | 2,6 | 0,5 | 0,6 | 0,5 | 4,1 |

## Palmarès
- Campione WBA (2005)
- All-WBA Fourth Team (2005)
- WBA All-Defensive Team (2005)
- CBA Defensive Player of the Year (2007)
- All-CBA First Team (2007)
- CBA All-Defensive First Team (2007)
- 2 volte CBA All-Star (2006, 2007)
- All-USBL First Team (2007)
- USBL All-Defensive First Team (2007)
- NBA All-Rookie Second Team (2008)